# X Games Sídney 2018
La XXIX edición de los X Games se celebró en Sídney (Australia) entre el 19 y el 21 de octubre de 2018 bajo la organización de la empresa de televisión ESPN.
Se disputaron pruebas de ciclismo BMX y skateboard.

## Medallistas de ciclismo BMX

### Masculino
| Evento  | Oro                        | Plata                       | Bronce                          |
| ------- | -------------------------- | --------------------------- | ------------------------------- |
| Dirt    | Dawid Godziek · Polonia    | Kyle Baldock Australia      | Colton Walker Estados Unidos    |
| Big air | Ryan Williams Australia    | James Foster Estados Unidos | Mykel Larrin Estados Unidos     |
| Calle   | Alex Donnachie Reino Unido | Lewis Mills Australia       | Garrett Reynolds Estados Unidos |